# Daniel Stokholm
Daniel Stokholm, född Daniel Carlsen 27 mars 1990, är en dansk före detta nationalistisk politiker. Enligt egen utsago var han tidigare nazist och blev 2008 och 2009 mycket exponerad i danska medier. Stokholm var partiledare för Danskernes Parti, för vilka han kandiderade i kommunal- och regionval för första gången den 19 november 2013. I region Mittjylland fick Stokholm 1.087 röster och i kommunalvalet i Aarhus 391 röster. Det uppnådda röstetalet räckte inte för representation i kommun- eller regionfullmäktige. 
Han har varit medlem i Danmarks nationalsocialistiska rörelse (Danmarks Nationalsocialistiske Bevægelse, DNSB) och var en av dess frontfigurer fram till februari 2011 då han lämnade rörelsen. 
Den 10 juni 2011 bildade han sitt eget parti, Danskernes Parti.  Den 24 juni 2017 meddelade han att han drog sig ur politiken. Danskernes Parti lades därefter ner.